# اچ‌ام‌ای‌اس لابوآن (ال ۱۲۸)
اچ‌ام‌ای‌اس لابوآن (ال ۱۲۸) (به انگلیسی: HMAS Labuan (L 128)) یک کشتی است که طول آن ۴۴٫۵ متر (۱۴۶ فوت) می‌باشد. این کشتی در سال ۱۹۷۱ ساخته شد.